# Corteno Golgi

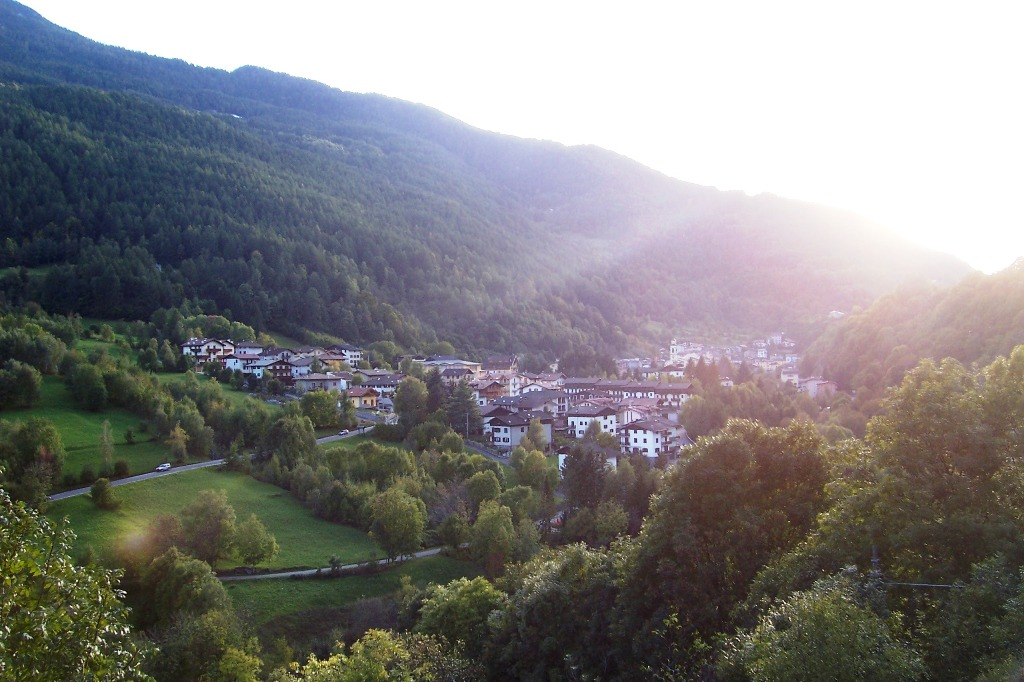
Blick auf Corteno Golgi

Corteno Golgi ist eine norditalienische Gemeinde (comune) mit 1898 Einwohnern (Stand 31. Dezember 2024) in der Provinz Brescia in der Lombardei. Die Gemeinde liegt etwa 70 Kilometer nördlich von Brescia im Valcamonica, sie gehört zur Comunità Montana di Valle Camonica und grenzt unmittelbar an die Provinz Sondrio.

## Persönlichkeiten
- Camillo Golgi (1843–1926), Arzt und Nobelpreisträger, zu dessen Ehren der Ort den Zusatz „Golgi“ trägt
- Maria Troncatti (1883–1969), Ordensschwester und Missionarin
- Lorenzo Bianchi (1899–1983), Geistlicher und Missionar

## Verkehr
Durch den Ort führt die Strada Statale 39 del Passo di Aprica von Tresenda nach Edolo.